# Olga Aroseva
Olga Aleksandrovna Aroseva (ryska: Ольга Александровна Аросева), född 21 december 1925 i Moskva, död 13 oktober 2013, var en sovjetisk (rysk) skådespelare.